# کوتنای (آیداهو)
کوتنای(به انگلیسی: Kootenai) شهری در شهرستان بونر ایالت آیداهو است که جمعیت آن در سرشماری سال ۲۰۱۰ میلادی ۶۷۸ نفر بوده است.